# Klaus Speicher

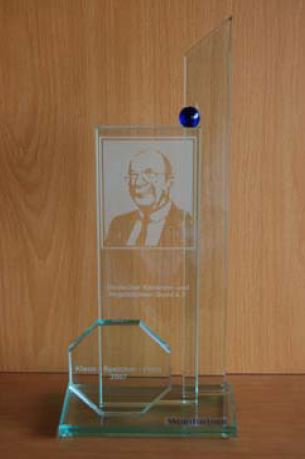
Abbildung auf dem Klaus-Speicher-Preis

Klaus Speicher (* 28. Januar 1935; † 9. Juni 2003) war ein deutscher Ornithologe, Autor und als Referent im Umweltministerium des Saarlandes angestellt und dort als Dezernent, Autor mehrerer Fachpublikationen und Ghostwriter tätig. Er ist Namenspate des "Klaus-Speicher-Preises" des Deutschen Kanarien- und Vogelzüchterbundes (DKB).

## Ehrenamt und Vereinsleben
Speicher war Mitglied mehrerer Vereine, welche er teilweise mitgegründet hat. Im Alter von 24 Jahren gründete er im Jahr 1954 den Vogelzucht- und Schutzverein Schwalbach in Schwalbach (Saar), welcher bis heute Bestand hat. Ebenfalls war er Mitgründer des Vereins der Zoofreunde des Zoologischen Gartens Neunkirchen, wo er im Jahr 1984 in den Vorstand als Beisitzer gewählt wurde. Er war Mitglied im Verband Saarländischer Vogelzüchter 1949 e. V.  und gründete dort im Jahre 1959 die Sparte FPMCE.
Von 1958 bis 1961 absolvierte er die Ausbildung als Preisrichter im DKB. Seine Ausbilder waren zu der Zeit bekannte Ornithologen wie Rudolf Wurster (Erfinder des Wurster-Käfigs) und Julius Henniger. Als im Jahre 1967 sich der Deutsche Kanarien- und Vogelzüchter-Bund dazu entschloss, eine Fachgruppe für Sittiche und Exoten zu gründen, wurde darauffolgend am 5. Januar 1974 die Preisrichtergruppe für Sittiche und Exoten gegründet, zu der Klaus Speicher als Vorsitzender gewählt wurde. Bereits ein Jahr nach der Gründung musste ein neuer Vorsitzender gewählt werden, da „Klaus Speicher als Mitarbeiter ausgefallen sei“.
Er war maßgeblich an der Redaktion und Endformulierung des ersten DKB/AZ Einheitsstandards (Ausgabe 1968) für den Bereich der Farben- und Positurkanarien beteiligt. Als aktiver Mitarbeiter und Mitbegründer der internationalen Preisrichterorganisation, der OMJ des Weltverbandes Confédération Ornithologique Mondiale, war er einer der ersten Preisrichter dieser Sparte für Weltausstellungen.
Die Grundsätze der organisierten deutschen Vogelzucht, die in den Statuten des DKB verankert sind (Codex pro natura und Codex pro Species), sind durch seine Initiative und Mitwirkung entstanden. Sie bilden die selbstauferlegten Leitlinien der Haltung und Zucht von Vögeln innerhalb des Deutschen Kanarien- und Vogelzüchter-Bundes (DKB).
Ebenfalls war er Mitglied der Vereinigung für Artenschutz, Vogelhaltung und Vogelzucht (AZ). In der AZ war er im Ehrenrat von 1992 bis 2000 tätig. Besonders als Referent für Vogelschutz und Ethik machte er sich im DKB einen Namen und als Autor vieler Artikel in der Fachzeitschrift Der Vogelfreund. Am 1. Oktober 2000 wurde Speicher zum Ehrenmitglied des DKB ernannt.

## Auszeichnungen
- 1982 Silberne AZ-Ehrennadel
- 1986 Goldene AZ-Ehrennadel
- 1991 Leopold-Keidel-Preis
- 2000 Ehrenmitglied des DKB

## Publikationen (Auswahl)
Klaus Speicher publizierte in vielen Fachzeitschriften seit den 1960er Jahren ornithologische Fachbeiträge wie der Gefiederten Welt oder dem Kanarienfreund und veröffentlichte spätestens seit den 1970er Jahren für die Arbeitsgemeinschaft für Tier- und Pflanzengeographische Heimatforschung im Saarland (DELATTINIA), die heute ein Teil des Zentrums für Biodokumentation ist. Seine Publikation umfasst umfangreiche Bücher über die Haltung und Zucht von Kanarienvögeln, die Wellensittichhaltung und den Vogelschutz in der Urbanisierung.
Viele seiner Werke gerade zur Kanarienhaltung wurden in mehrere Sprachen übersetzt, darunter englisch, russisch, bulgarisch, portugiesisch, spanisch und niederländisch.

### Bücher
- Kanarien 120 Rassen – Gesang, Farben, Positur. Ulmer, Stuttgart 1993, ISBN 3-8001-7285-2.
- Unser Kanarienvogel : Anschaffung – Pflege – richtig füttern – Unterbringung u. Gesang. Franckh, Stuttgart 1987, ISBN 3-440-05783-6.
- Naturschutz im Saarland : Text zu 40 Farbbildern von Klaus Speicher. Landeszentrale für Polit. Bildung, Saarbrücken 1979.
- Kanarienrassen : Anleitung zur Kanarienzucht u. Rassenkenntnis. Franckh, Stuttgart 1977, ISBN 3-440-04430-0.
- Kammersänger im Federkleid, Kanarienvögel. Franckh, Stuttgart 1969, ISBN 3-440-04363-0.
- Finkenmischlinge : Zucht u. Pflege. Franckh, Stuttgart 1970, ISBN 3-440-03701-0.
- Der Wellensittich : Seine Haltung und Zucht. Hanseatic-Verl., Bremen 1967.
- Unser Wellensittich lernt sprechen. Hanseatic-Verl., Bremen 1967.
- Farbiger Rassenatlas Karnarienvögel. Horst Müller Verlag.

### Broschüren
- Gefiederte Sängerkönige. Das gute Heimtierbuch mit wertvollen Tips. Hanseaten-Verlag, Bremen, 1967
- Vogelschutz im Industriegelände. Neunkircher Eisenwerk AG, Neunkirchen (Saar), 1971
- Geliebter Wellensittich, unser Haus- und Spielgefährte. Das gute Heimtierbuch mit wertvollen Tips. Hanseaten-Verlag, Bremen, 1967
- Kanarienvögel – Haltung – Pflege – Zucht. Kosmos, Stuttgart, 1981
- Unsere Waldvögel im Heim (Körnerfresser). Hanseatic, Bremen, 1967
- Die Kanarien und ihre Zucht. Hanseatic, Bremen, 1967
- Unsere Kanarienvögel, die singenden Edelsteine der Vogelwelt. Hanseatic, Bremen, 1967
- Herrliche exotische Prachtfinken. Hanseatic, Bremen, 1967

### Kassetten
- Kanarienvögel. Deutsche Nationalbibliothek, 1981 (Zugl.: Leipzig, 2021), URN: 1-2022071506333055599863